# Ṁ
Ṁ ṁ – litera zmodyfikowanego alfabetu łacińskiego. Składa się ona z łacińskiego m, oraz ze znaku diakrytycznego kropki. Używana jest w języku irlandzkim jako litera zastępująca dwuznak mh.